# Can’t Keep My Hands Off You
Can't Keep My Hands Off You — это первый сингл группы Simple Plan с четвёртого студийного альбома. Для записи песни был приглашен вокалист группы Weezer - Риверс Куомо. Сингл был выпущен на iTunes 19 апреля 2011 года. Клип был выпущен 20 апреля 2011 года. Альтернативный вариант без Куомо можно быть найти в саундтреках к фильму Выпускной (Prom) 2011 года. Песня была выпущена как сингл в Австралии в августе 2011 года и получила частые ротации.

## Видео
Клип был снят в начале апреля и выпущен 20 апреля 2011 года. Риверс Куомо не снялся в клипе.

## Список композиций
1. "Can't Keep My Hands Off You" - 3:21

## Чарты
| Чарт (2011)      | Макс позиция |
| ---------------- | ------------ |
| Австралия (ARIA) | 45           |